# Museo del Petit Palais di Ginevra
Il Museo del Petit Palais di Ginevra è un museo privato che custodisce opere impressioniste e post-impressioniste di pittura e scultura, oltre ad una ricca collezione di disegni. Inaugurato nel 1968, dal 1998 il museo è chiuso, ma le opere vengono prestate ad altri musei per esposizioni temporanee sotto la dicitura Les amis du Petit Palais.

## Storia e architettura del museo
L'industriale svizzero di origine tunisina Oscar Ghez (1905-1998), fondò questo museo nel 1968, utilizzando gli spazi di un palazzo privato per esporre le sue collezioni di arte moderna. Tutte le grandi correnti artistiche che sono comparse e avvicendate dal 1870 al 1930 vi sono rappresentate, in particolare l'impressionismo e la Scuola di Parigi.
Alla morte del fondatore il museo fu chiuso e la sua amministrazione passò nelle mani del nipote, che lo diresse fino al 2005, istituendo l'associazione "Les amis du Petit Palais", tuttora presente e attiva nel prestare i vari quadri a quei musei, anche stranieri, che vogliono allestire mostre temporanee.
Il palazzo che accoglie le opere del museo, detto Petit Palais, fu costruito nel 1862, secondo i canoni dello stile "Secondo Impero", dall'architetto ginevrino Samuel Darier. L'edificio, di due piani, aveva la facciata principale sul lato che dà sulla città vecchia.
Nel 1967 il proprietario fece ingrandire l'edificio, che passò da due a sei piani, di cui tre nel sottosuolo. I lavori di scavo portarono alla luce l'antico muro di cinta della città. Oggi cinque piani sono destinati al museo, due interrati e tre in elevazione, mentre il terzo piano interrato funge da deposito delle opere.

## Collezioni
Lista degli autori e delle opere:
- Charles Angrand (1854-1926): La Seine à l'aube (La Brume), 1889 ; Portrait de la mère de l'artiste, 1885.
- André Bauchant (1873-1958): due opere.
- Maurice Barraud (1889-1954).
- Frédéric Bazille (1841-1870): La Terrasse de Méric.
- Madeleine Berly-Vlaminck (1896-1953).
- Émile Bernard (1868-1941): La plage de Cancale, 1866.
- Abel Bertram (1871-1954): Nu allongé au bas noir
- María Blanchard (1881-1932): Le Mal de dents, 1928; Maternité; L'Enfant au cerceau, 1916-1918; Composition cubiste, 1918.
- Camille Bombois (1883-1970):  Le Bois de Vincennes.
- Rodolphe-Théophile Bosshard (1889-1960): Nu couché, 1952[2].
- Marie Bracquemond (1840-1916): Sur la terrasse à Sèvres, 1880.
- Charles Camoin (1879-1965): Tartanes dans le port de Saint-Tropez, 1921 ; Village au bord de la mer , 1905-1906; La Gitane, 1905.
- Paul Cézanne (1839-1906).
- Auguste Chabaud (1882-1955): Au Salon, 1907; Le Moulin Rouge, la nuit, 1907.
- Marc Chagall (1889-1986): Ahasver, la figure légendaire du juif errant.
- Jacques Chapiro (1887-1972): Paysage animé.
- Giorgio de Chirico (1888-1970).
- Gustave Caillebotte (1848-1894): Le Pont de l'Europe, 1876 ; Melon et Compotier de figues, 1882; Le Père Magloire sur la route entre Saint-Clair et Étretat, o Moet à Étretat, 1884.
- Jean-Baptiste Camille Corot (1796-1875).
- Henri Edmond Cross (1856-1910): Les Excursionnistes, 1894.
- Béla Czóbel (1883-1976): Route aux environs de Berlin.
- Hermine David (1886-1970): Boulevard des Batignolles.
- Edgar Degas (1834-1917): Nu assis de dos.
- Maurice Denis (1870-1943): Plage au canot et à l'homme nu, 1924 ; Les Baigneurs à Perros-Guirec; Composition, études pour “La Vocation”, 1891.
- Ferdinand Desnos (1901-1958): La Procession au village; Don Quichotte et Sancho Pança.
- André Derain (1880-1954): La Clairière o  Le Déjeuner sur l'herbe.
- Roland Dubuc (1924-1998).
- Raoul Dufy (1877-1953): Les Trois Marins, 1926 ; Le Marché à Marseille, 1903; Nu au tabouret, 1932.
- Giancarlo Dughetti (1931-1986)
- Pierre Dumont (pittore) (1884-1936).
- Georges d'Espagnat (1870-1950): Le Printemps.
- Henri Fantin-Latour (1836-1904).
- André Favory (1888-1937): Les Baigneuses.
- Jean-Louis Forain (1852-1931): Le Trottin de Paris, 1894.
- Tsugouharu Foujita (1886-1968): Nu allongé au chat ;  Lupanar à Montparnasse.
- Othon Friesz (1879-1949): Le Pont Neuf.
- Paul Gauguin(1848-1903): Pot décoré d'une tête de femme.
- Wilhelm Gimmi (1886-1965).
- Charles Giron (1850-1914).
- Albert Gleizes (1881-1953): Nu assis, 1909 ; Composition.
- Emmanuel Gondouin (1883-1934): Composition cubiste.
- Friedrich Karl Gotsch (1900-1984).
- Armand Guillaumin (1841-1927): Neige à Ivry, 1895; Paysage d'Île-de-France, 1885; Neige fondante dans la Creuse, 1898.
- Louis Hayet (1864-1940).
- Jean-Jacques Henner (1829-1905).
- Max Jacob (1876-1944): Au Cirque, 1912.
- Georges Kars (1882-1945): Jeune Fille à la rose; Nu au fauteuil.
- Michel Kikoïne (1892-1968): La Ruche sous la neige, 1913; Issy-les-Moulineaux, 1915.
- Moïse Kisling (1891-1953): Kiki de Montparnasse au pull rouge, 1925; Nu assis, Kiki de Montparnasse, 1927; Jean Cocteau, assis dans son atelier, 1916; Les Enfants de Jacques; Portrait d'une jeune femme (Arletty), 1933; Autoportrait, 1944; Paysage de Provence.
- Pinchus Krémègne (1890-1981): Femme assise dans le parc, 1914; Les petits Salés, 1915; Autoportrait, 1922.
- Georges Lacombe (pittore) (1868-1916): Les Âges de la vie, 1892.
- Mikhail Larionov (1881-1964): Paysage imaginaire, 1908.
- Achille Laugé (1861-1944).
- Henri de Toulouse-Lautrec (1864-1901): Jeune femme gantée.
- Louis Legrand (1863-1951).
- Tamara de Lempicka (1898-1980): Les deux Amies, 1923.
- Marcel Leprin (1891-1933).
- André Lhote (1885-1962): quattro opere, fra cui: Les Courtisanes , 1918.
- Gustave Loiseau (1865-1935): Les Roches vertes, 1893.
- Maximilien Luce (1858-1941): Bord de mer en Normandie (La Pointe du Toulinguet), 1893; Les Aciéries , 1895 ; L'Homme à sa toilette, 1886; La Rue des Abbesses; Jeune Femme au bouquet de fleurs, 1890; Le Bain du bébé, 1895.
- Jean Lurçat (1892-1966): Femme couchée.
- Emmanuel Mané-Katz (1894-1962): Le Rabbin, 1960; Le Mariage, Les Musiciens ambulants, 1927.
- Édouard Manet (1832-1883): Portait de Berthe Morisot à la voilette, 1872.
- Henri Manguin (1874-1949): La Baie de Villefranche, 1913; Nu dans un intérieur, 1905.
- Albert Marquet (1875-1947): La Frette, 1935; Le Danube à Galatz, 1933.
- Henri Martin (1860-1943): La Pergola; La Fenaison.
- Henri Matisse (1869-1954).
- Jean Metzinger (1883-1956): Le Sphinx, circa 1928 ; Nature morte; Paysage, 1913.
- Claude Monet (1840-1926).
- Henry Moret (1856-1913): Neige à Doëlan, 1898.
- Jules Pascin (1885-1930): Jeune femme assise; La jeune fille à la mantille, 1929.
- Jean Peské (1870-1949): Paris sous la neige.
- Francis Picabia (1879-1953): due opere.
- Pablo Picasso (1881-1973): L'Aubade.
- Jean Pougny (1892-1956): Rue à Paris.
- Francisque Poulbot (1879-1946): La Blanchisseuse.
- Jean Puy (1876-1960): Nu au peignoir; Le Peintre et son modèle sous l'ombrelle à Belle-Île, 1905.
- Alphonse Quizet (1885-1955): Boulevard Sérurier à Belleville.
- Paul Ranson (1861-1909): Paysage maritime, 1895.
- Auguste Renoir (1841-1919): Les Poissons; La Seine à Argenteuil, 1892; Nu debout; Portrait de la poétesse Alice Vallière-Merzbach; Gabrielle.
- Henri Rousseau (1844-1910).
- Ker-Xavier Roussel (1867-1944): Le Parc, 1911.
- Paul Sérusier (1864-1927): La Marchande d'étoffe, 1898; La Guirlande de rose, 1898.
- Paul Signac (1863-1935).
- Chaïm Soutine (1893 o 1894-1943): Le Veau écorché, 1923.
- Théophile Steinlen (1859-1923): Le chat; 14 juillet 1895.
- Léopold Survage (1879-1968): La Ville, 1919.
- Nicolas Tarkhoff (1871-1930): 81 opere.
- Henri de Toulouse-Lautrec (1864-1901).
- Maurice Utrillo (1883-1955): Vu de Montmartre le 14 juillet; Notre-Dame de Paris, 1917.
- André Utter: Suzanne Valadon se coiffant, 1913.
- Suzanne Valadon (1865-1938): Nu au canapé rouge, 1920; La Tireuse de cartes, 1912; Après le bain, 1908; Le Vieil olivier, 1922.
- Félix Vallotton (1865-1925): La Source, 1897; Le Vieil olivier, 1922; Portrait de Thadée Natanson, 1897.
- Louis Valtat (1869-1952): Les Porteuses d'eau, 1897; Madame Doubrère et son fils, 1900; Folies Wagram, circa 1928; Paysage d'Agay; Les Écaillères d'huîtres, 1896; L'Omnibus Madeleine-Bastille, circa 1895; Portrait de femme au chapeau, 1895 ; Chez Maxim's, 1895.
- Henry van de Velde (1863-1957): La Faneuse, 1891.
- Kees Van Dongen (1877-1968): Plage à Deauville; Le vieux Clown, 1906; Portrait de Kahnweiller, 1907.
- Théo van Rysselberghe (1862-1926): Portrait de la violoniste Irma Sèthe, 1894, Mme H. van de Velde et ses trois filles; Dame aux tulipes; Nu au repos, 1914.
- Maurice de Vlaminck (1876-1958).
- Marie Vorobieff detta Marevna (1892-1984): Portrait de Chaïm Soutine, vers 1916; Hommage aux amis de Montparnasse.
- Édouard Vuillard (1868-1940).
- Ossip Zadkine (1890-1967).

## Galleria d'immagini
Scene di genere

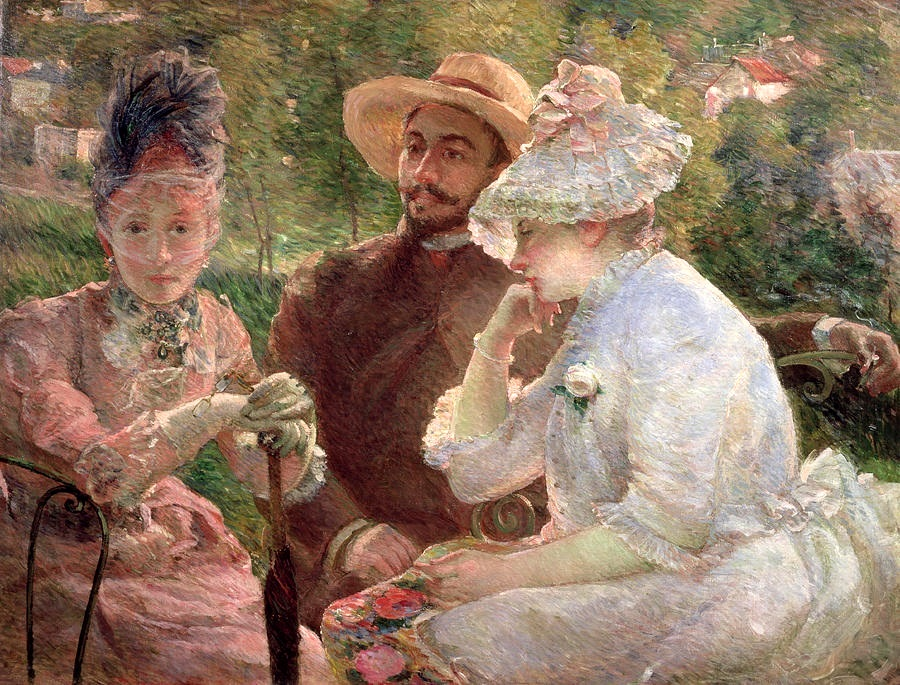
Marie Bracquemond Sulla terrazza di Sèvres
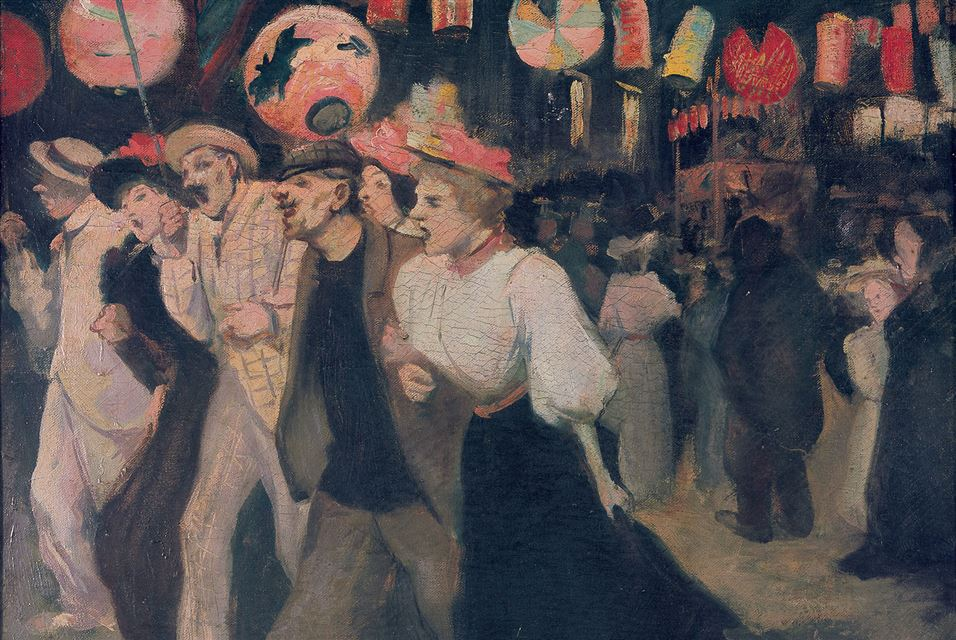
Théophile Alexandre Steinlen Il 14 Luglio 1895
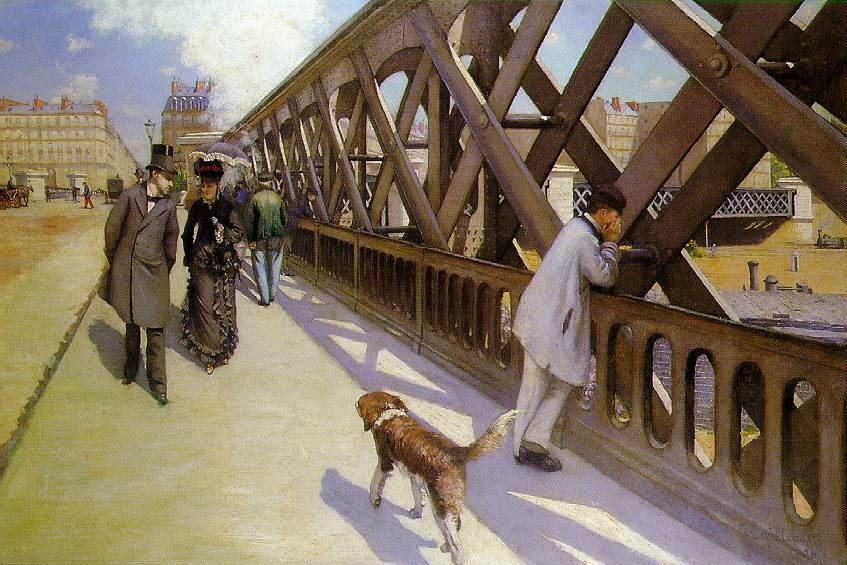
Gustave Caillebotte Il Ponte Europa
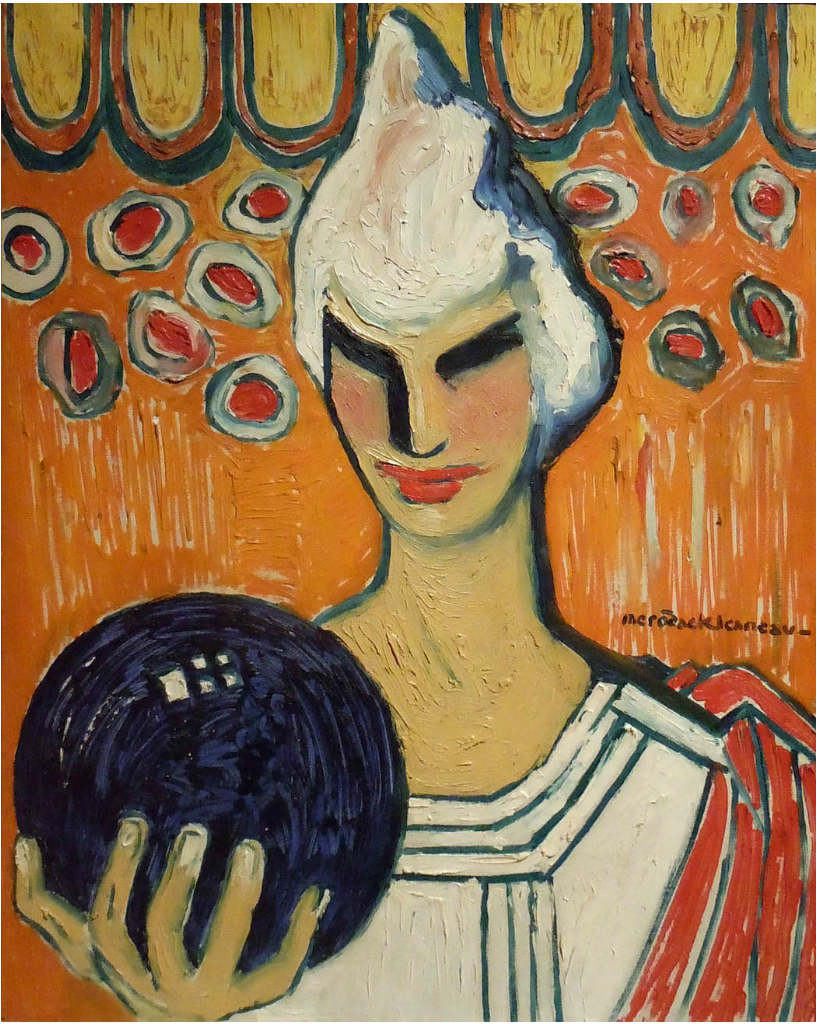
Alexis Mérodack-Jeanneau Il clown con la sfera blu

Nudi

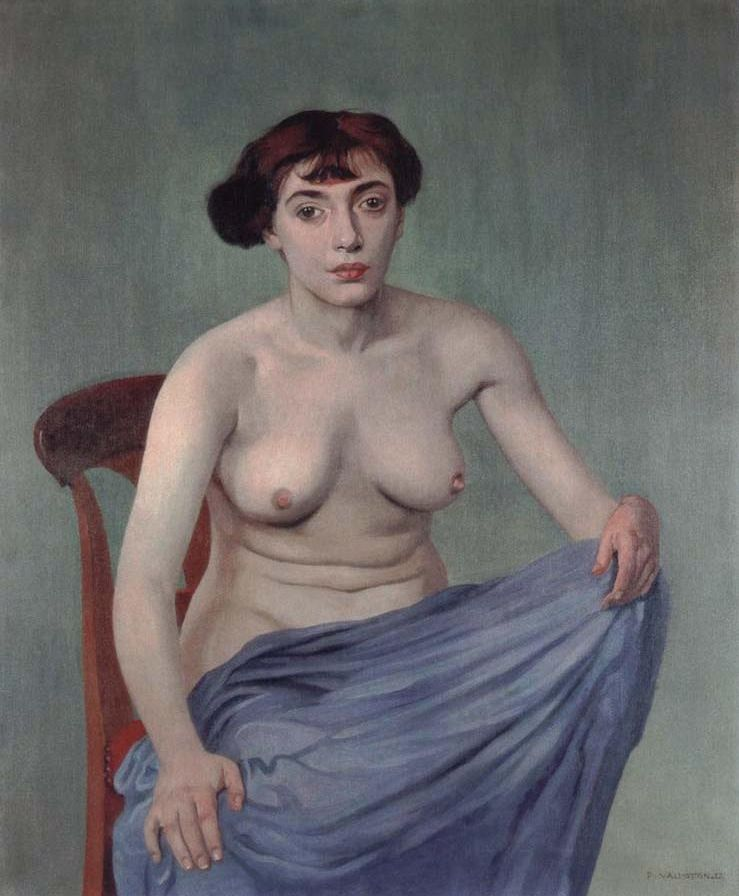
Félix Vallotton Nudo con una stoffa azzurra
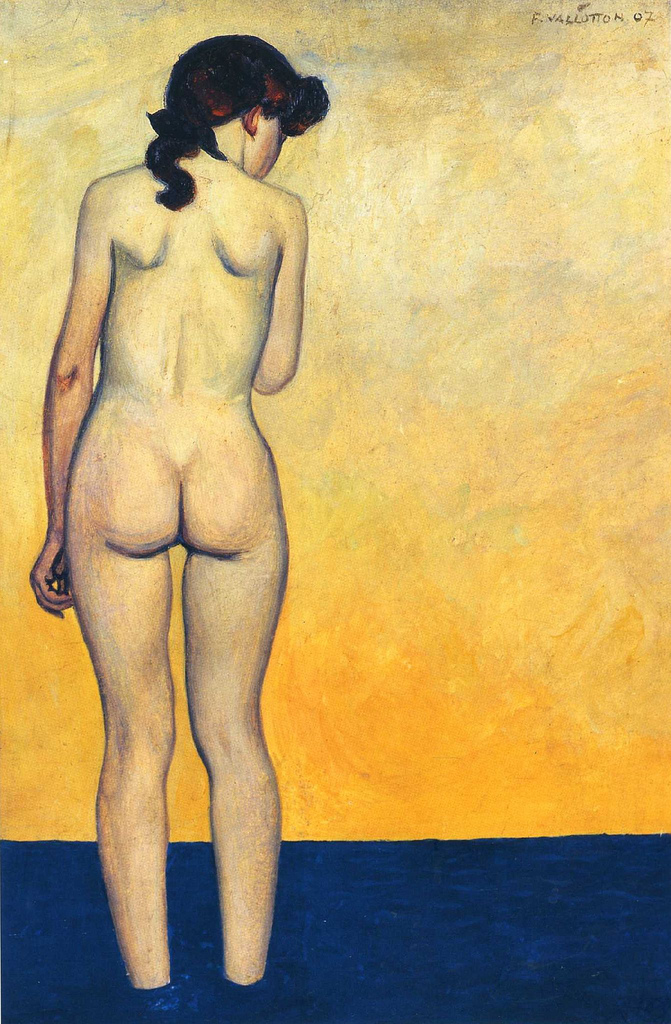
Félix Vallotton Adolescente che entra in acqua
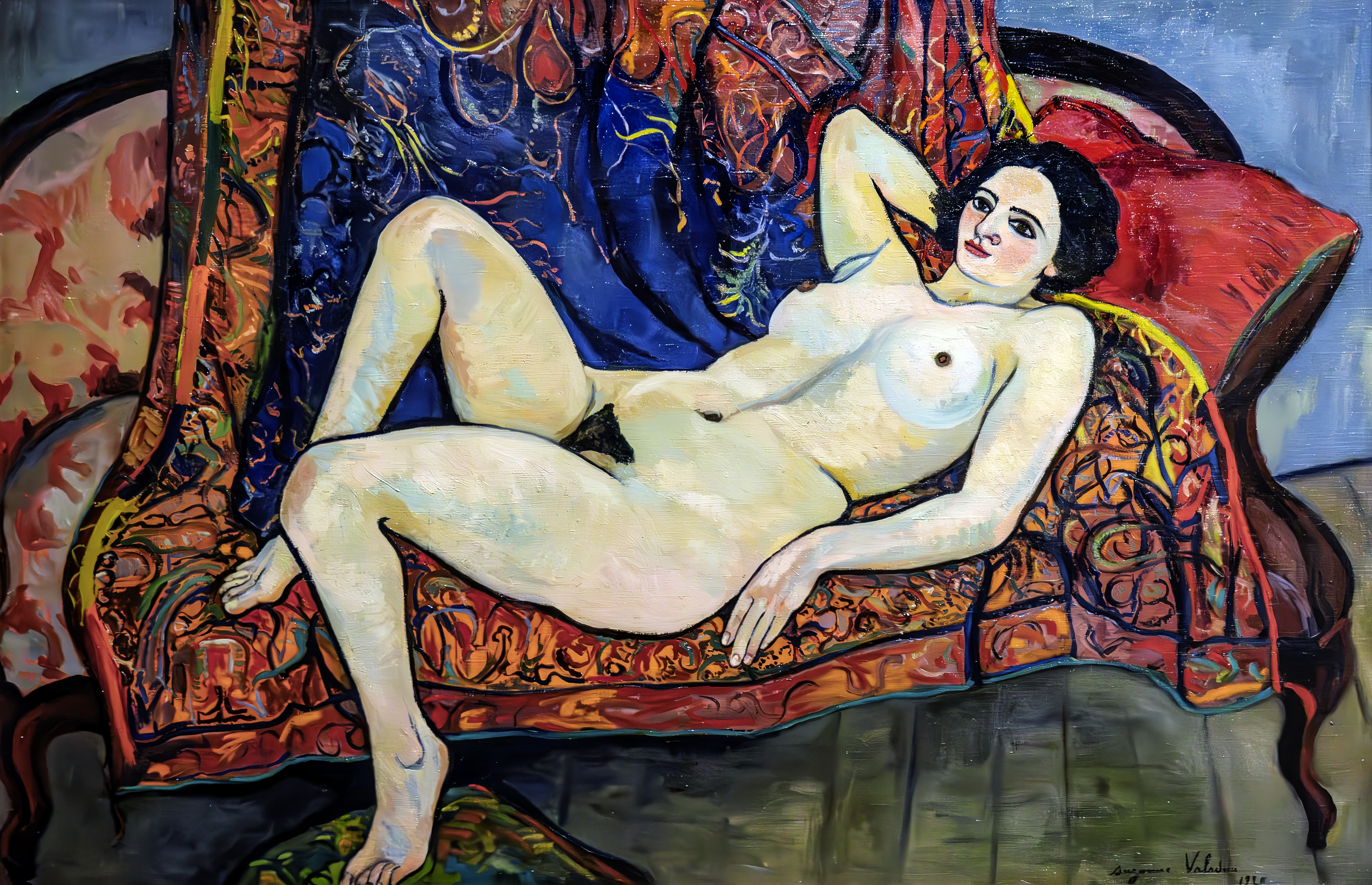
Suzanne Valadon Nudo sul canapè rosso

## Esposizioni
- 1965 : Peintres de Montmartre et de Montparnasse.
- 1973 : L'École de Paris et la Belle Époque de Montparnasse.
- 1974-1975 : Centenaire de l’Impressionnisme et Hommage à Guillaumin.
- Dal 25 febbraio 1975 al 25 febbraio 1976 : Cinq peintres naïfs français.
- 1977 : Gustave Moreau et le symbolisme.
- 1978 : La Belle Époque de Montparnasse.
- Dal dicembre del 1979 al febbraio del 1980 : Peintres Suisses du XXe siècle.
- 1983 : Trésors du Petit Palais de Genève.
- 1986 : La femme, corps et âme.
- 1990 : Le chat et ses amis de Théophile Alexandre Steinlen a Tsugouharu Foujita.
- Dal 27 novembre 1990 al 20 marzo 1991 : Le Douanier Rousseau et les peintres primitifs du 1900.
- 1992 : Valtat et les Fauves.
- 1993 : Nabis et peintres de Pont-Aven.
- 1994 : Kikoïne.
- 1995 : Les Heures chaudes de Montparnasse.
- 1996 : Le Pointillisme.
- Dal 6 marzo al 15 giugno 1997 : Le Douanier Rousseau et les peintres naïfs français.
- 1998 : Aux sources de l'art Moderne, nouveau regard sur la collection.
- Dal 23 aprile al 24 ottobre 1999 : Au fil de l'eau, de Monet à Marquet.

## Pubblicazioni
- Kikoïne, bibliografia illustrata, edizioni del Museo del Petit Palais, n°4, 1993.
- Centenaire de l'Impressionnisme et Hommage à Guillaumin, Ginevra, edizioni del Museo del Petit Palais, n°28, 1974-1975.
- Gustave Moreau et le symbolisme, Ginevra, edizioni del Museo del Petit Palais, n°44, 1977.
- 629 œuvres, de Renoir à Picasso, Ginevra, edizioni del Museo del Petit Palais, n°558, 1981.

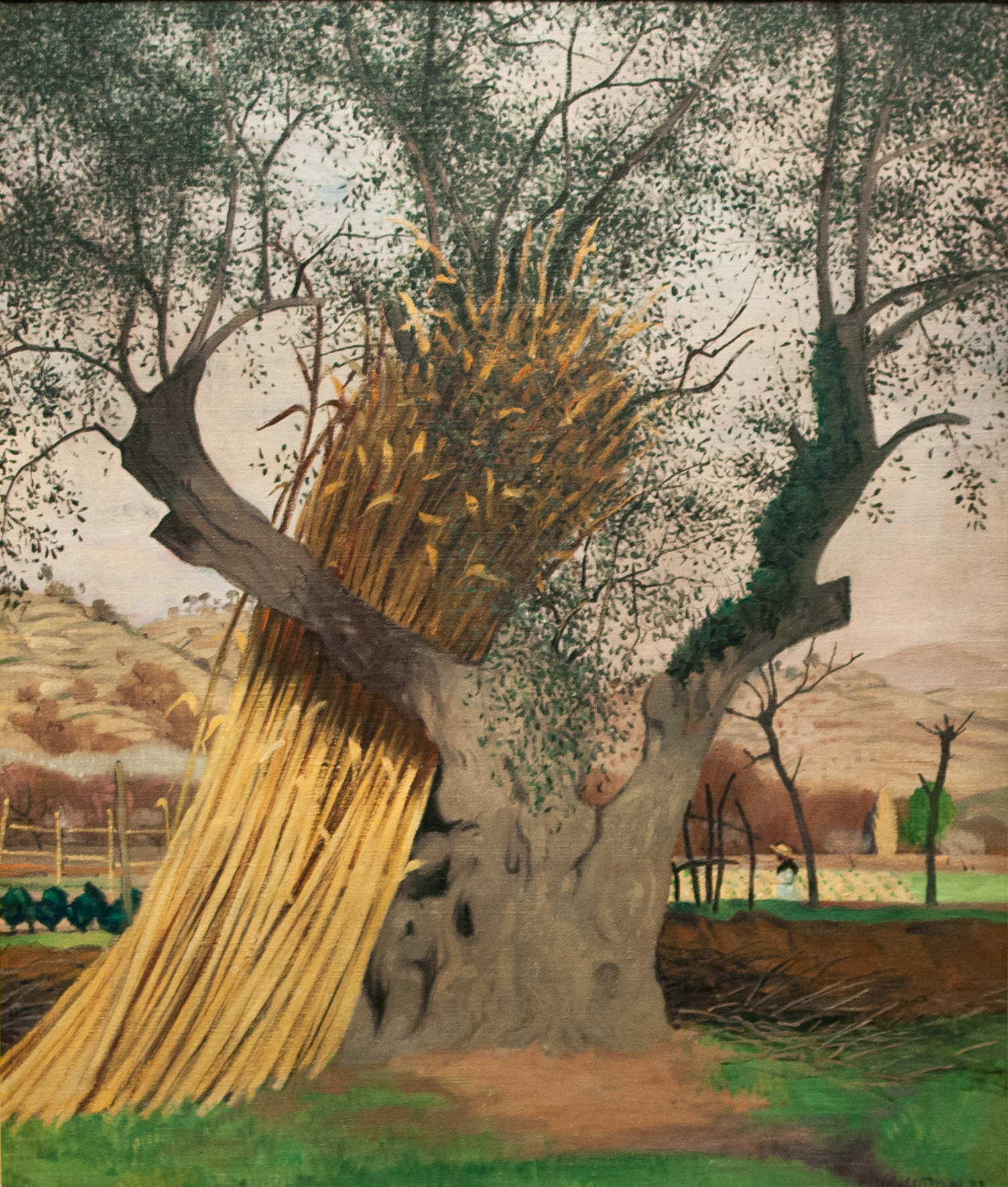
Félix Vallotton Il vecchio olivo